# Cerodontha illinoensis
Cerodontha illinoensis är en tvåvingeart som beskrevs av Malloch 1934. Cerodontha illinoensis ingår i släktet Cerodontha och familjen minerarflugor. Inga underarter finns listade i Catalogue of Life.